# Sock It 2 Me
Sock It 2 Me è un singolo della rapper statunitense Missy "Misdemeanor" Elliott in collaborazione con la rapper statunitense Da Brat, pubblicato il 21 ottobre 1997 dalla The Goldmind Inc. e dalla Elektra Records ed estratto dall'album Supa Dupa Fly.
Il singolo si è piazzato alla posizione numero 12 della "Hot 100" ed ha raggiunto il quarto posto nella top ten della "Hot R&B/Hip-Hop Songs", oltre ad essere entrato nella top10 della "Rhythmic Top 40" e in quella della classifica di maxi-singoli "Hot Dance Music", tutte di Billboard. Il singolo ha ottenuto la certificazione di disco d'oro dalla RIAA.
La canzone si basa su un pezzo del brano "Ready or Not, Here I Come (Can't Hide From Love) dei Delfonics.

## Accoglienza
Il singolo fu il primo di Elliott ad aver avuto successo nelle classifiche statunitensi, dopo l'insuccesso commerciale di The Rain (Supa Dupa Fly), che fu accolta però molto positivamente dalla critica e viene ricordata come il brano di punta tratto dall'esordio dell'artista, a discapito di Sock It 2 Me. Nella classifica R&B di Billboard il singolo arrivò alla 4ª posizione e passò un totale di 22 settimane in classifica. Nella Hot 100 il singolo entrò nella top20, dove raggiunse la posizione numero 12. La canzone ha speso 20 settimane nella Hot 100.
Anche in Nuova Zelanda il singolo ebbe successo: entrato in classifica alla posizione numero 12, raggiunse il numero 5 e passò 16 settimane in classifica. Nel Regno Unito invece non riuscì a superare il successo di The Rain (Supa Dupa Fly), pur entrando in top40, e si fermò al numero 33.

## Classifiche
| Classifica (1997)       | Posizione massima |
| ----------------------- | ----------------- |
| Nuova Zelanda           | 5                 |
| Paesi Bassi             | 56                |
| Regno Unito             | 33                |
| Svezia                  | 59                |
| Stati Uniti             | 12                |
| Stati Uniti R&B/Hip-Hop | 4                 |

## Formati
Sono state pubblicate differenti versioni del disco a seconda della nazione e del formato.

### 12"
versione per gli Stati Uniti
lato A
1. Sock It 2 Me (Radio edit) (featuring Da Brat)
2. Sock It 2 Me (LP edit - sporca) (featuring Da Brat)

lato B
1. Pass Da Blunt (LP edit - sporca) (featuring Timbaland)
2. Sock It 2 Me (versione strumentale)
3. Sock It 2 Me (versione a cappella) (featuring Da Brat)

versione internazionale
lato A
1. Sock It 2 Me (LP edit) (featuring Da Brat) - 4:22
2. Sock It 2 Me (Radio edit) (featuring Da Brat) - 4:21
3. Sock It 2 Me (versione strumentale) - 4:46
4. Sock It 2 Me (versione a cappella) (featuring Da Brat) - 4:33

lato B
1. The Rain (Supa Dupa Fly) (LP edit - sporca) - 4:11
2. The Rain (Supa Dupa Fly) (versione strumentale) - 4:10
3. The Rain (Supa Dupa Fly) (versione a cappella) - 4:10
4. Release The Tension - 4:11

singolo
lato A
1. Sock It 2 Me (Radio edit) (featuring Da Brat) - 4:21
2. Sock It 2 Me (versione strumentale) - 4:46

lato B
1. Sock It 2 Me (versione a cappella) (featuring Da Brat) - 4:33
2. Release the Tension - 4:11

### CD Maxi Singolo
versione per la Germania
1. Sock It 2 Me (Radio edit) (featuring Da Brat) - 4:21
2. Sock It 2 Me (versione strumentale) - 4:46
3. Sock It 2 Me (versione a cappella) (featuring Da Brat) - 4:33
4. Release The Tension - 4:11